# Abdallah Laroui
Abdallah Laroui (عبد الله العروي) (Azemmour, Marruecos, 7 de noviembre de 1933) es un historiador y profesor universitario marroquí.Ha escrito numerosos ensayos sobre el mundo árabe y Marruecos.  Ha sido consejero del Ministerio de Asuntos Extranjeros. Es considerado uno de los principales intelectuales árabes contemporáneos.

## Biografía

### Formación y docencia
Abdallah Laroui realizó sus estudios superiores en París, en el Instituto de Estudios Políticos de la Universidad de la Sorbona. Posee los siguientes títulos: «Diploma del Instituto de Estudios Políticos de París», «Licenciatura en Historia», «Doctor del Estado, sección de Historia» y «Titulación en la rama de Lengua y Civilizaciones Árabes».
En 1963 comenzó a dar clase de Historia en la Facultad de Letras de la Universidad Mohamed V de Rabat. Vivía en Casablanca cuando tuvo lugar la revuelta estudiantil del 23 de marzo de 1965, hecho que algunos señalan como el desencadenante que propició el estado de excepción que caracterizó el periodo de los Años de Plomo en Marruecos. También ha sido profesor agregado de Historia de África del Norte en la Universidad de California (Los Ángeles).
En 1975 publicó su tesis titulada Orígenes sociales y culturales del nacionalismo marroquí (1830-1920). Según Laroui, la izquierda marroquí no supo llevar a cabo el compromiso histórico que se le presentó tras la independencia de Marruecos, y acusa a sus militantes de ser “ profundamente alérgicos a la historia y la sociología”, lo que les impedía entender de manera correcta a la sociedad marroquí. Esta actitud, razón por la que la izquierda resultó incapaz de mostrarse como una verdadera oposición al rey, fue, según él, lo que le impulsó a realizar un “estudio en profundidad sobre los orígenes del nacionalismo marroquí”, para poder revelar sus puntos fuertes y sus puntos débiles. En paralelo, llevó a cabo también un estudio comparativo de los movimientos reformistas árabes, para interpretar la evolución de la izquierda.
Afirma que no le gustaba hablar con extranjeros sobre la situación de su país. Aunque era crítico con la política marroquí, quería evitar ataques de fuera. Reconoce que: “Si tenía (…) que hacer (…) alguna concesión, más valía hacerla con [su] propio país”.
Aun así, ha impartido diversas conferencias y coloquios por todo el Magreb, Oriente Medio, Europa y América del Norte, sobre historia, educación y cultura. En 1985 pasó a ser miembro de la Real Academia de Marruecos y es autor de cinco novelas. Los escritos de Laroui son conocidos en todo el mundo árabe y han generado un amplio debate.

### Actividad política
Desde los primeros años de la independencia, Laroui estuvo involucrado en política. Tenía una buena relación con Mehdi Ben Barka, una de las figuras clave del movimiento nacionalista marroquí. Siempre se ha identificado con la izquierda, pero al mismo tiempo ha sido muy crítico con ella. Le reprochaba el “vivir con la ilusión de que representaban (…) a la mayoría de la población y el futuro del país”, cuando en realidad no era así.
Durante el gobierno de Abdallah Ibrahim, formó parte del Ministerio de Asuntos Extranjeros. Cuando el rey Mohamed V asumió personalmente la dirección del Gobierno en 1960, Laroui fue enviado como Consejero Cultural a la embajada de El Cairo. A los seis meses regresó a Marruecos, donde se presentó a la oposición a cátedra. En 1961 acompañó a Mohamed Cherkaoui, embajador en Francia, como consejero cultural y representante de Marruecos en la Unesco. En julio de 1962 abandonó la embajada y al poco tiempo empezó a dar clases en la universidad.
Tras la desaparición de Ben Barka, al que había estado visitando durante su época en Francia, y la derrota de los árabes en la guerra de 1967 contra Israel, Laroui experimentó un desencanto hacia la política marroquí, de la que decidió alejarse. Ese mismo año, emigró a EE. UU. Para compensar el desencanto, se refugió en el pasado, en la historia. Tras dos años, regresó a Marruecos.
Durante los años 70, se produjo un cambio de rumbo en la política del rey Hassan II que favoreció un ambiente de mayor apertura. En esa década, la cuestión del Sáhara Occidental pasó al primer plano de la política marroquí y Laroui se mostró partidario de la marroquinidad del territorio saharaui. Participó en la Marcha Verde  como periodista y sus artículos, que serían compilados más tarde en forma de libro, fueron publicados en la revista Lamalif. Su postura hacia el Sáhara respondía a su sentimiento nacionalista, pero temía que el Majzén la tomara como apoyo al régimen. Por eso decidió presentarse a las elecciones de 1977 como candidato del USFP, un partido de izquierdas, por la circunscripción legislativa de Casablanca.

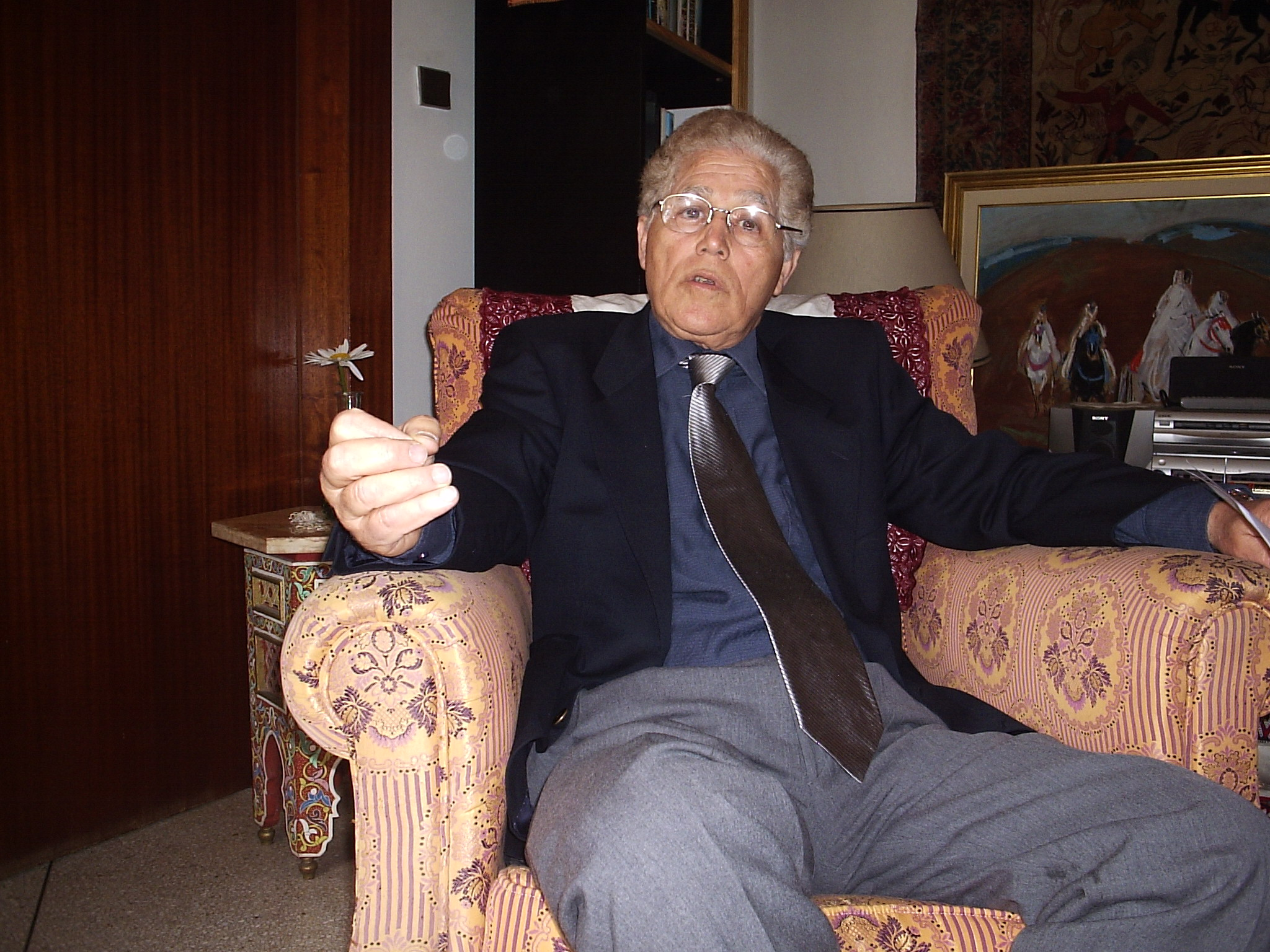
Laroui durante una entrevista con Bernabé López para la revista Afkar

A principios de los años 80, Hassan II le pidió su colaboración como Consejero del Ministerio de Asuntos Extranjeros. El monarca había firmado un tratado con Libia que generó revuelo en EE. UU. y Europa. La misión de Laroui consistía en visitar a los diferentes dirigentes europeos y evitar que condenasen la iniciativa. También visitó a Gadafi, el presidente libio, en dos ocasiones, y formó parte del cortejo del entonces príncipe heredero, Mohamed VI, en dos ocasiones: durante una visita a Omán, con motivo del décimo aniversario del Sultán Qabus, y en la investidura del presidente vitalicio del Zaire, el general Mobutu. En 1991, Laroui viajó a Lisboa y a París para encontrarse con responsables políticos franceses, con el fin de apaciguar la crisis que se estaba desencadenando con Francia. Esta crisis estalló a raíz de la publicación del libro Nuestro amigo el Rey, de Gilles Perrault, en el que se denunciaba la violación de los Derechos Humanos durante el reinado de Hassan II. Otro de los cargos políticos de Laroui fue como miembro del Consejo Consultivo de los Derechos Humanos, organismo encargado de aconsejar al rey precisamente sobre esta materia, fundado en 1990.
En 1979 visitó España y participó en un coloquio sobre la Paz en el Mediterráneo. Posteriormente, asistió a la Conferencia de Paz de Madrid celebrada en 1991 como observador. En el año 2000 fue ganador del 12.º Premio Internacional Cataluña que concede la Generalidad de Cataluña. Se le premió, entre otras aportaciones, por la importancia de su obra para clarificar e impulsar la relación de España con el Magreb, así como por la riqueza y rigor metodológico de su obra.

## Pensamiento
En sus escritos, Laroui se manifiesta como sociólogo, historiador, filósofo o antropólogo. Destaca por su conocimiento interdisciplinar y ha estudiado las obras de intelectuales árabes y occidentales, como Ibn Jaldún, Maquiavelo, Montesquieu y Marx. Se interesa por la colectividad, por los procesos colectivos, aunque también se inclina por la literatura, para conocer la realidad individual.

### La crisis cultural de los árabes
El escritor da una gran importancia a la historia y al método historicista. Afirma que ignorar la historia impide ver lo real, lo que fomenta la dependencia a nivel político. Sin tener en cuenta esta disciplina, no se puede elaborar una teoría sólida sobre lo que él denomina como el “retraso cultural e histórico” de los árabes. Muestra una notable preocupación por la metodología, pues la percibe como la única manera de poder crear una verdadera teoría.
En su libro, La crisis de los intelectuales árabes, Laroui propone el marxismo como el mejor método para superar ese retraso. A través de una lectura historicista de Marx, revisando las circunstancias que le llevaron a elaborar sus estudios históricos y económicos y teniendo en cuenta las opciones políticas que planteó, se encontrarían las herramientas para pasar a la acción y corregir el desfase. Presenta este marxismo historicista como “el único capaz de aprehender toda la realidad vivida y (…) actuar sobre ella”. Una perspectiva historicista y racional permite dilucidar los obstáculos encontrados por los árabes a lo largo de la historia y las verdaderas causas del retraso cultural. Con el paso del tiempo, el pensamiento marxista de Laroui ha ido evolucionando hacia un pensamiento “modernista”.

### El papel de los intelectuales[1]
Laroui defiende que los intelectuales deben tener una responsabilidad política. Deben ser capaces de formular un marco teórico que permita pasar a la acción y establecer una política legitimada. Mediante la formulación racional de una teoría de la crisis, pueden llegar a una ideología nacional que permita superarla. Quienes se toman en serio este compromiso son los intelectuales revolucionarios, que pueden estar movidos por el "sentimiento nacional". Mediante el historicismo de acción, los intelectuales pueden justificar el liberalismo para superarlo. Su papel es dar un aspecto ideológico a la lucha política.

### La tradicionalización
Laroui critica que en el mundo árabe en general y en Marruecos en particular se haya producido una “tradicionalización” en la cultura. A nivel económico y militar se han aceptado los cambios introducidos por la modernidad y el liberalismo, pero a nivel cultural y político se defiende una vuelta a la tradición, produciéndose un dualismo.  Se trata de una vuelta a la tradición “artificial”, de ahí que lo defina como tradicionalización. De esta manera, se hace un uso de la tradición como valor y las sociedades árabes recurren a esta estrategia como autodefensa, ante la amenaza de intervención exterior. Algunos intelectuales también han apostado por las soluciones tradicionalistas, que no examinan con precisión las causas y las posibles soluciones.  Además, las corrientes tradicionalistas que surgen en la época contemporánea, como el salafismo, representan en realidad "un neo-islam, y como todos los neo-ismos más refleja las preocupaciones del presente que transmite fielmente la tradición heredada". Expone también que las teocracias de los países islámicos no están basadas en el mensaje profético, sino en la fuerza y la dominación y, por lo tanto, no son estados islámicos, ya que se constituyen a partir de principios racionales.

### La política
En el ámbito político, aboga por el paso de un pensamiento basado en la esencia religiosa, a otro de esencia histórica y considera que el “camino más corto [es] el marxismo”. Apoya la institución de un Estado laico en el que la ley establezca la separación entre lo religioso y lo político. No es antirreligioso, pero opina que la religión debe pertenecer a la esfera privada. Defiende la necesidad de una crítica firme al islamismo, en la que todos los partidos políticos muestren claramente su posición al respecto.

### Europa y el mundo árabe
Laroui reflexiona también sobre la relación entre Europa y el Mundo Árabe. Critica que Europa se reserva para sí misma la cultura del devenir, de la evolución, y considera al mundo árabe como estático. Esto se debe a la relación de complementariedad, que consiste en representar lo contrario de la cultura a la que uno se opone, para diferenciarse de esta. Pero la realidad es que toda cultura es el resultado de un devenir.  Para evitar que las relaciones de complementariedad supongan una confrontación, propone una apertura a la universalidad y la búsqueda de un elemento común: "la lucha (...) contra el espíritu de exclusión".

### Realidad y modernidad
Laroui es también pragmático. Destaca la necesidad de analizar la realidad que se nos presenta, pues es lo único sobre lo que se puede influir. Afirma que las utopías nos ayudan a entender a la sociedad que las defiende, pero son poco realistas. Para avanzar en el camino de la modernidad en el mundo actual, los árabes no pueden aislarse, deben aceptar la situación del mundo globalizado. Es preciso conocer la cultura respecto a la cual existe un retraso, pues la interactuación con ella es inevitable. Una de las soluciones de Laroui a la crisis cultural árabe es la universalidad y anima a los diferentes países a salir del exclusivismo abrazando el historicismo. En este sentido, la racionalidad es la única tendencia potencialmente universal y defiende la racionalización de la vida social. Apuesta también por la modernidad, pero planteada desde el positivismo, como algo en continua evolución, ya que esta tendencia produce inquietud y hace al individuo más productivo. Laroui se inclina por "lo moderno contra lo tradicional, lo universal contra lo exclusivo [y] lo positivo contra lo místico".
En general, el compromiso político e historiográfico de este autor con la modernidad a través de su gran sentido crítico ha hecho de Abdallah Laroui una de las figuras intelectuales más representativas en lengua árabe.

## Obras publicadas

### Obras traducidas al español
- (2015): Marruecos, Sáhara (Diarios 1974-1981). Pensamientos de la mañana. Trad. Malika Embarek López y Gonzalo Fernández Parrilla. Córdoba: Almuzara
- (2007): Marruecos y Hassan II: un testimonio. Trad. Malika Embarek López, Madrid: Siglo XXI.
- (1997): Los orígenes sociales y culturales del nacionalismo marroquí (1830-1920). Trad. Malika Embarek López. Madrid: MAPFRE.
- (1994): Historia del Magreb: desde los orígenes hasta el despertar magrebí: un ensayo interpretativo.Trad. Mª Isabel Romero Reche. Madrid: MAPFRE, D.L.
- (1994): Marruecos: Islam y nacionalismos: ensayos. Trad. Malika Embarek López. Madrid: MAPFRE.
- (1990): La crisis de los intelectuales árabes ¿tradicionalismo o historicismo?. Trad. Javier Sánchez Prieto.Madrid: Prodhufi,
- (1984): El islam árabe y sus problemas. Trad. Carmen Ruiz Bravo. Barcelona: Península.
- (1976): La ideología árabe contemporánea. Trad. Miguel Bayón. Madrid: Miguel Castellote.

### Obras en francés
- (2007): Les carnets d'Idriss. Casablanca: Centre Culturel Arabe
- (1999): Islam et histoire: essai d'épistémologie. Paris: Albin Michel.
- (1999): L'exil. Arlés: Sindbad: Actes Sud.
- (1997): Islamisme, modernisme, liberalisme:esquisser critiques. Casablanca: Centre Culturel Arabe.
- (1992): Esquisses historiques. Casablanca: Centre Culturel Árabe.
- (1987): Islam et modernité. Paris: La Découverte.
- (1986): Les relations entre le Maghreb et l´Afrique: remarques préliminaires. Rabat: Université Ibnou Zohr, Faculté des Lettres et des Sciences Humaines.
- (1978): Vieux contes de Tunisie. Alger: Sociéte Nationale d'Edition et de Difusión.
- (1976): L'Algérie et le Sahara Marocain. Casablanca: Serar.

### Obras en árabe
- (2010): من ديوان السياسة (El diván de la política). Casablanca: Centro cultural árabe.
- (2001): مفهوم العقل (La razón). Casablanca: Casablanca:  Centro cultural árabe.
- (1996): مجمل تريخ المغرب (Historia completa de Marruecos). Casablanca: Centro cultural árabe.
- (1993): مفهوم الحرية (La libertad). Casablanca: Centro cultural árabe.
- (1992): مفهوم التاريخ (La historia). Casablanca: Centro cultural árabe.
- (1986):  المنهجية في الأدب والعلوم الانسانية (El método en la literatura y las ciencias humanas). Casablanca: Casa Tubkal.
- (1981): مفهوم الدولة (El Estado): Beirut: Dar al-Farabi.
- (1978): اليتيم (El huérfano). Casablanca: Centro cultural árabe.
- (1971): الغربة (El exilio). Casablanca: La casa de edición marroquí.